# Бульнес (станция метро)
«Бульнес» (исп. Bulnes) — станция Линии D метрополитена Буэнос-Айреса.
Станция находится в районе Палермо, на пересечении Авениды Санта-Фе и улицы Бульнес, последняя и дала название станции метро. Станция Бульнес была открыта 29 декабря 1938 года. В 1997 году станция была включена в число Национальных исторических памятников. Напротив станции располагается торговый центр «Alto Palermo», компания которой он принадлежит финансировала в 2006 году реконструкцию станции.
Платформы станции украшают 2 фрески размером 15,5 х 1,8 метров. Первая фреска выполнена по эскизу 1938 года художника Альфредо Гидо, на ней изображены «легенды страны сельвы» (исп. las leyendas del país de la selva): мифическое животное Муланима, место шабаша тёмных сил Саламанка и другие мифы коренного населения. На другой фреске — культура исчезнувшего народа диагита, долины провинции Тукуман, уборка сахарного тростника и сахарные производства на северо-западе Аргентины.

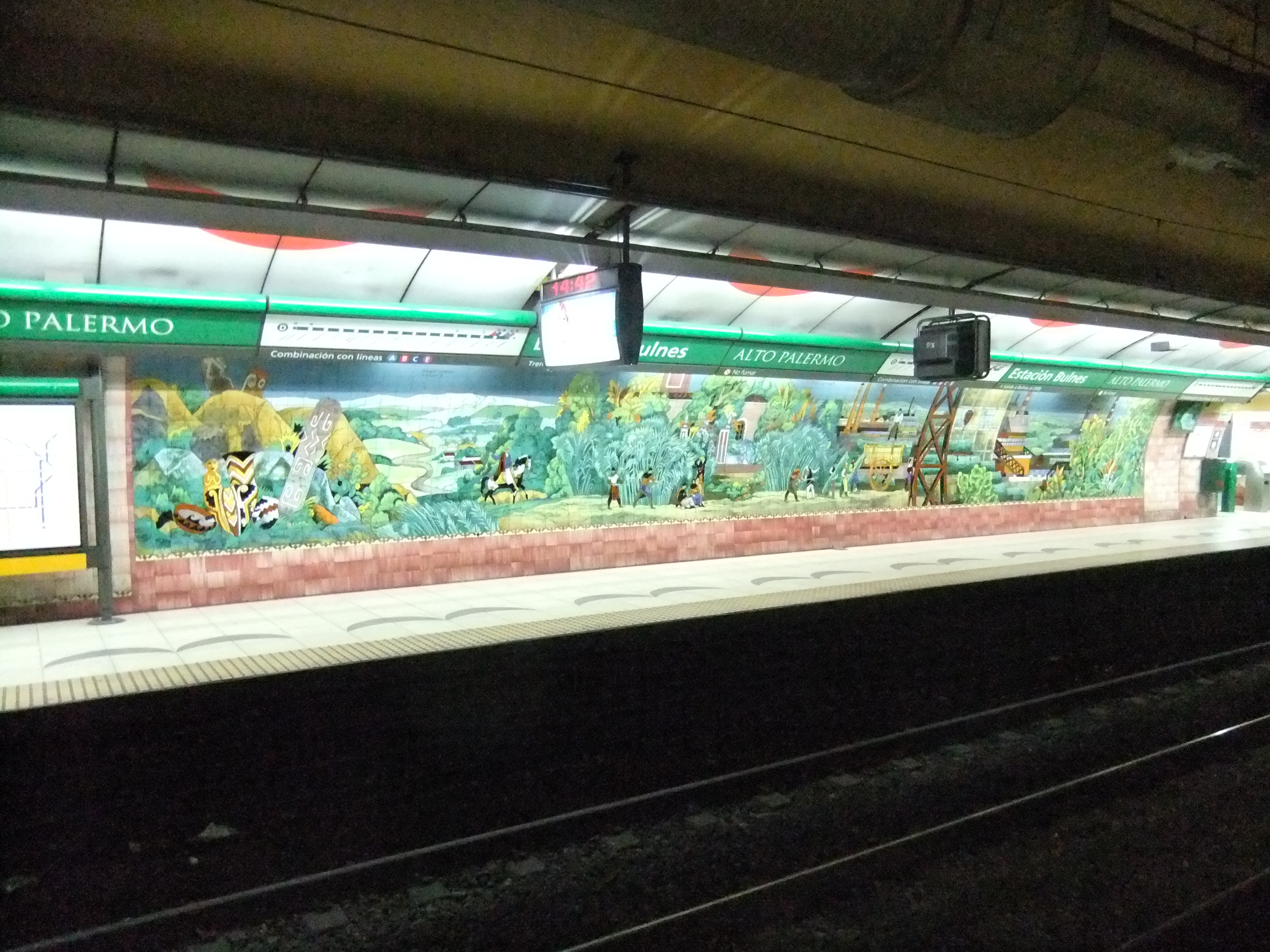
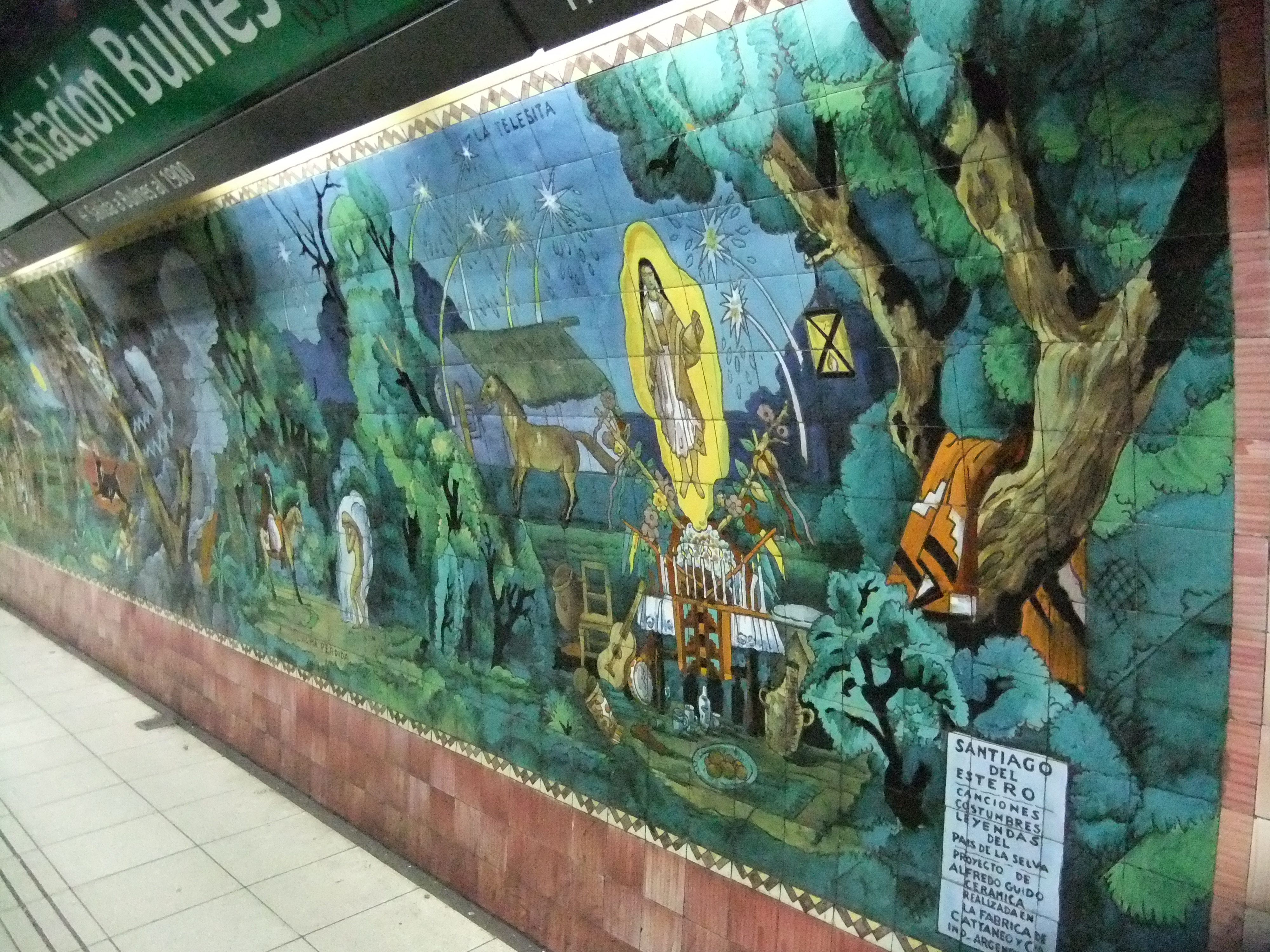
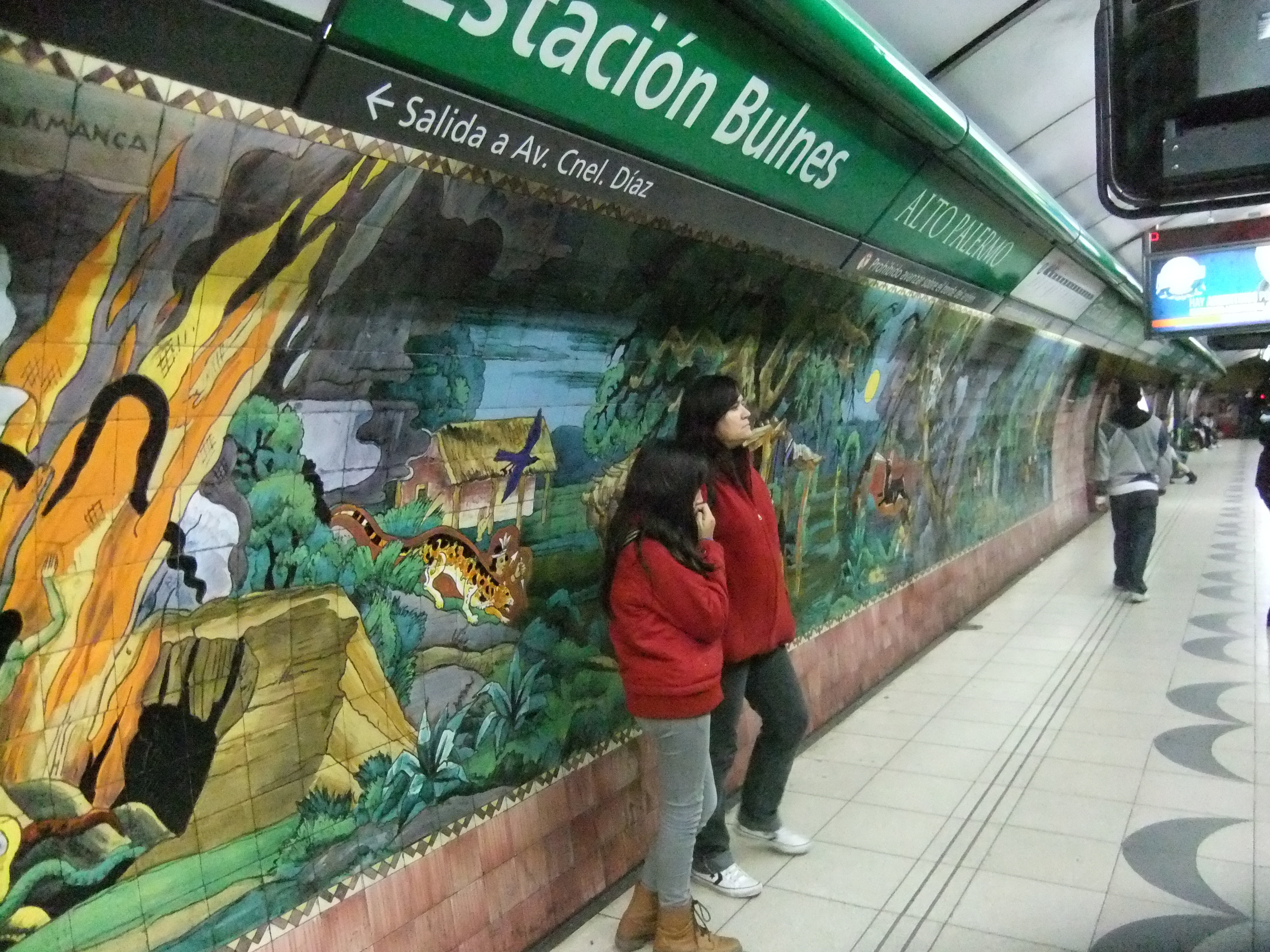